# Икра минтая
Икра́ минта́я — пищевой продукт, производимый из промысловой рыбы минтай. Крупнейший потребитель этого вида икры — Япония, на которую приходится 90 % от общего объёма рынка, оцениваемый в 1,9 млрд долларов США.
Икра мелкая, имеет пюреобразную консистенцию и выглядит как беловато-бежевая паста. Обладает сильно выраженным рыбным запахом и горьковатым вкусом.
Больше всего ценятся крупные ястыки (мешочки с икрой) без дефектов (следов ударов, икринок неоднородного размера и так далее), которые засаливают и коптят. Кроме того, икру минтая добавляют в соусы для спагетти и заправки для салатов, спреды и так далее. Низкокачественную икру посыпают солью, добавляют чеснок, глутамат натрия, перец чили. Из небольших ястыков производят тарако — популярный ингредиент японской кухни.
В корейской кухне икра минтая используется как чоткаль по крайней мере с XVII века: в журнале королевского секретариата «Сынджонвон-ильги» (кор. 승정원 일기) говорится о том, что икру минтая подали вместо тресковой, и по этому поводу рекомендовано провести допрос ответственных. Точная дата начала употребления икры минтая в Японии неизвестна; по одной из версий это произошло в первой половине XX века, когда блюдо проникло в Японию из оккупированной Кореи.
| Название            | Характеристики                                                               |
| ------------------- | ---------------------------------------------------------------------------- |
| Мако (яп. 真子)     | Икра без дефектов                                                            |
| Кирэко (яп. 切れ子) | Икра с дефектами (в общем); прорванный ястык, ястык с отверстиями            |
| Аоко                | Икра с сине-зелёными фрагментами, образовавшимися из-за контакта с жёлчью    |
| Куроко              | Икра тёмного цвета                                                           |
| Ироко               | Икра с оранжевыми пятнами, образовавшимися из-за контакта с желудочным соком |
| Гамако              | Недозрелая икра                                                              |
| Мидзуко             | Перезрелая икра                                                              |
| Яоко                | Избыточно мягкая икра                                                        |

## Пищевая ценность
Пищевые свойства икры минтая на 100 г продукта:
- Белки — 28,4 г
- Жиры — 1,9 г
- Витамин A — 0,04 мг
- Витамин B9 — 221,0 мкг.

В консервированной икре минтая обычно много соли.
- Бутерброд с икрой минтая
- Мённанджот
- Тарако